# Асмик Погосян
Асмик Степановна Погосян (на арменски: Հասմիկ Պողոսյան) е арменски политик, министър на културата на Армения (2006 – 2016).

## Биография
Асмик Погосян е родена на 22 май 1960 година в град Ереван, Арменска ССР. Завършва Факултета по биология към Ереванския държавен университет (1977 – 1982). Работи като учител в Ереванско средно училище № 182 (1985 – 1993). В периода от 1986 до 2006 година е консултант на Арменското дружество за културни връзки и сътрудничество с чужди страни, старши консултант, ръководител на отдел, изпълнителен секретар, старши вицепрезидент, председател на Управителния съвет. През 2006 година става министър на културата и въпросите на младежта, а от 2007 година е министър на културата.

## Отличия
На 4 септември 2012 година, при посещение в България получава почетния знак Златен век, връчен и от българското министерство на културата.